# Musée archéologique civique (Rosignano Marittimo)
Pour les articles homonymes, voir Musée archéologique civique.
Le musée archéologique civique de Rosignano Marittimo est hébergé au palais Bombardieri, près de la Rocca de la ville de Rosignano Marittimo, en province de Livourne (Italie).

## Historique
Fondé en 1957, le Musée archéologique civique de Rosignano Marittimo s'est complété des trouvailles archéologiques de la région réalisées jusqu'en 1996.

## Description
Un parcours muséal développe une chronologie qui part de la préhistoire pour aboutir au Moyen Âge.
La zone étudiée est celle du haut  Val di Cecina (époques étrusques des cités de Pise et Volterra), des  nécropoles des  frazioni Castiglioncello et Vada (zone archéologique de San Gaetano di Vada), et des nombreuses villas romaines du long de la côte de l'époque romaine.
Au rez-de-chaussée est reconstitué l'intérieur d'une villa romaine du Ier siècle.
Une collection importante de monnaies romaines est également exposée.

## Galerie de photos

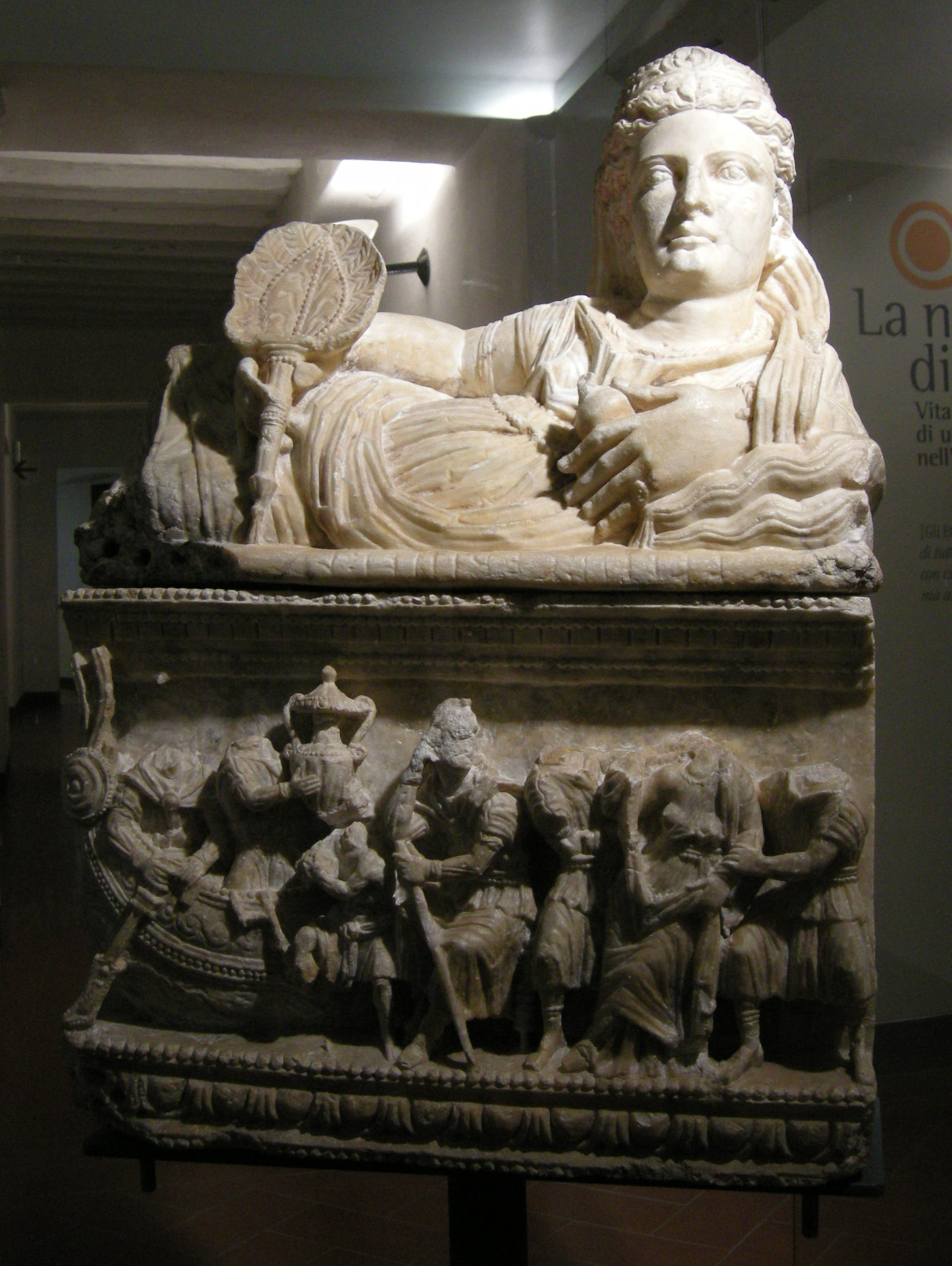
Urnette de la Velia Cerinei, albâtre, fin du IIe siècle av. J.-C.
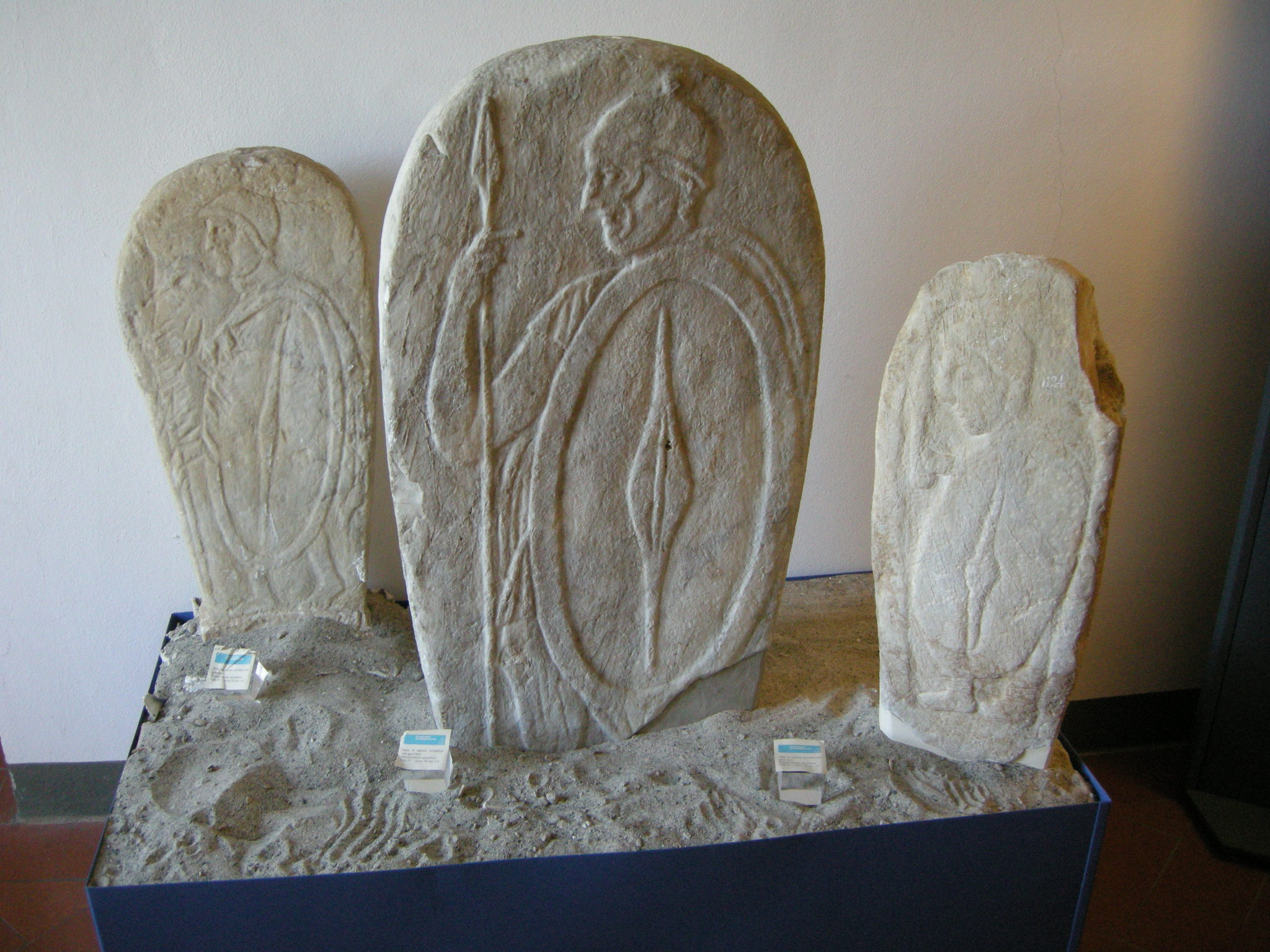
Cippe étrusque, fin du IVe  - début du  IIIe siècle av. J.-C.
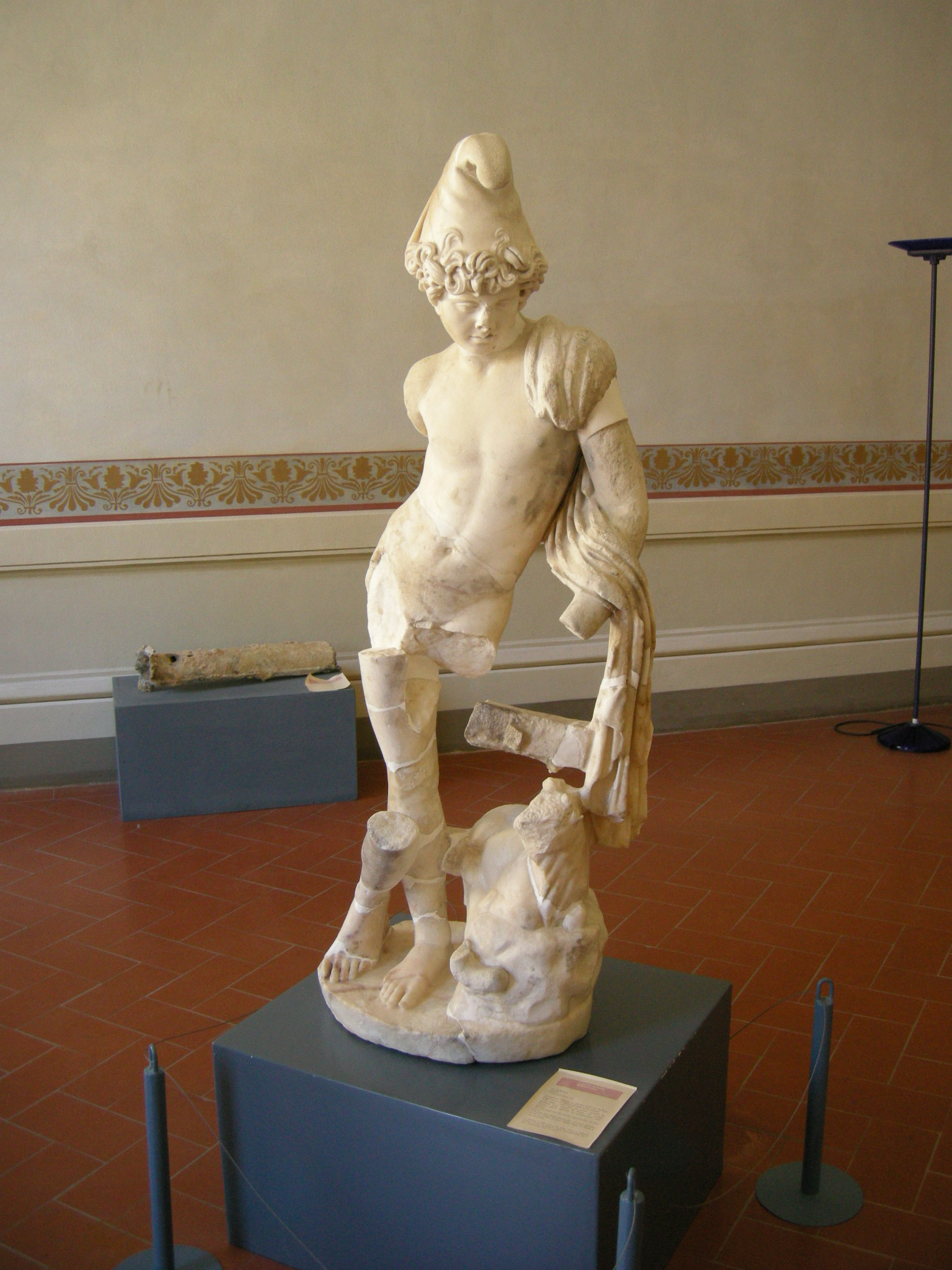
Attys, début du IIe siècle.
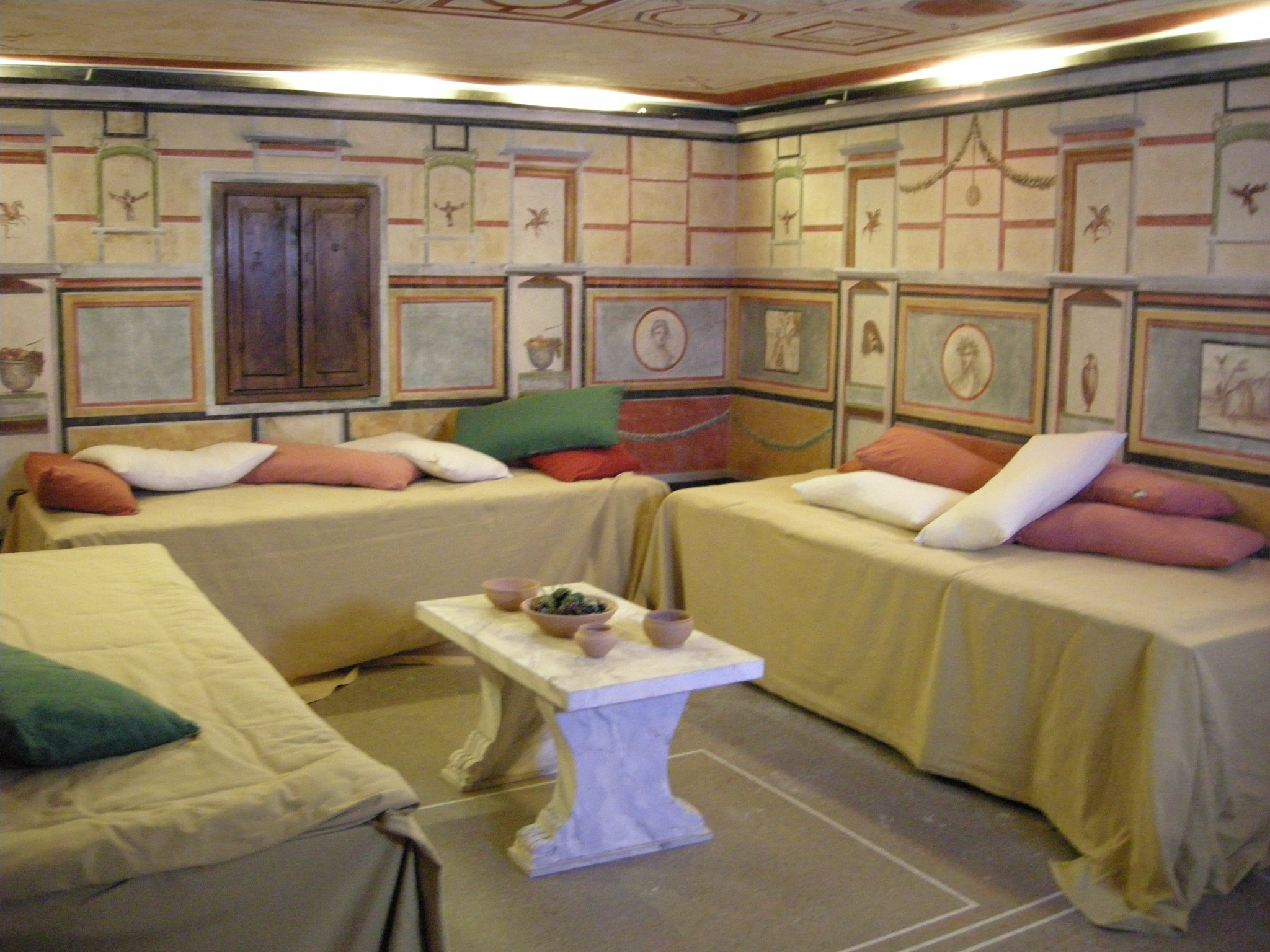
Reconstitution de la villa romaine.